# Brandy

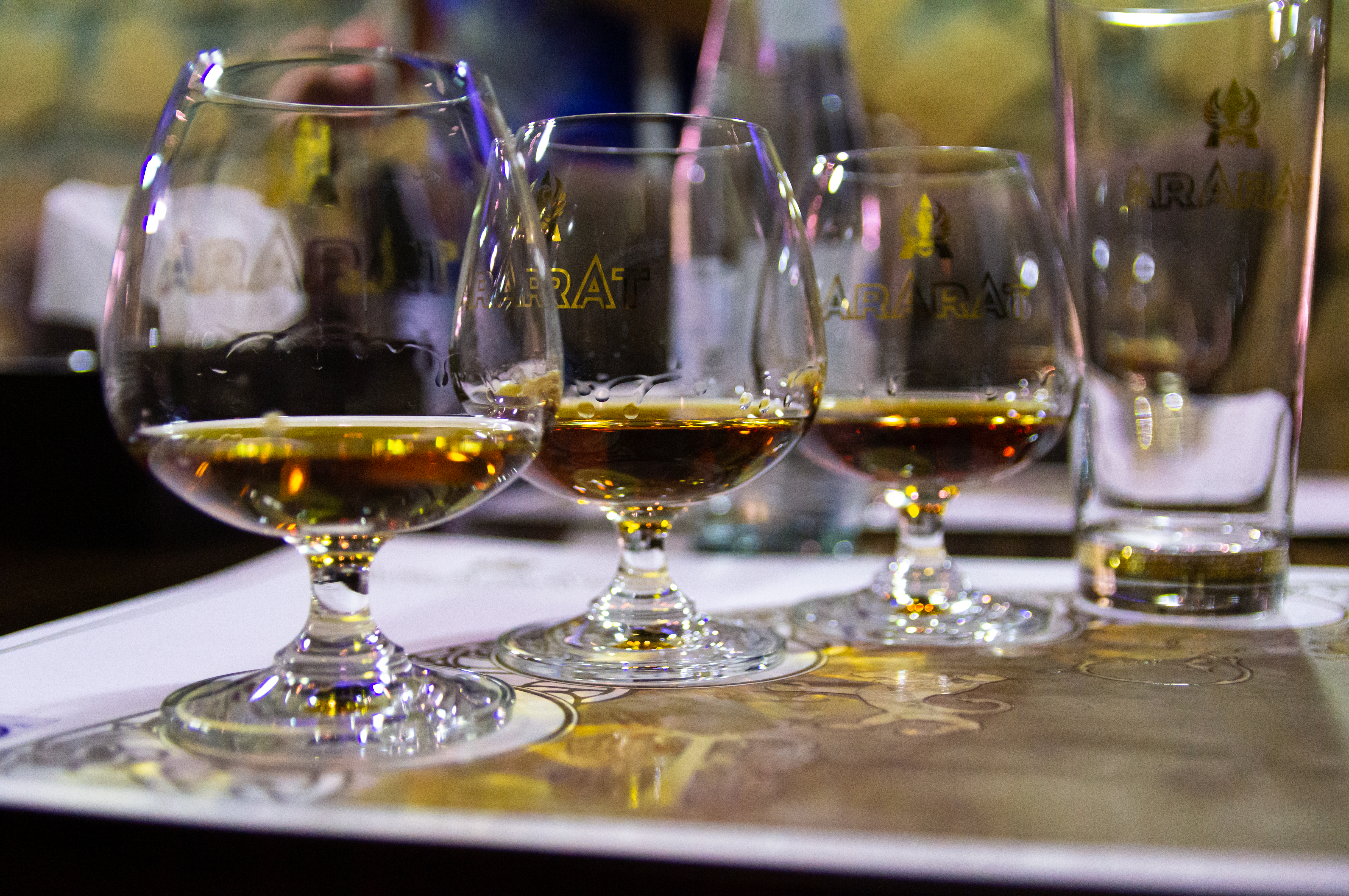
Brandy Ararat

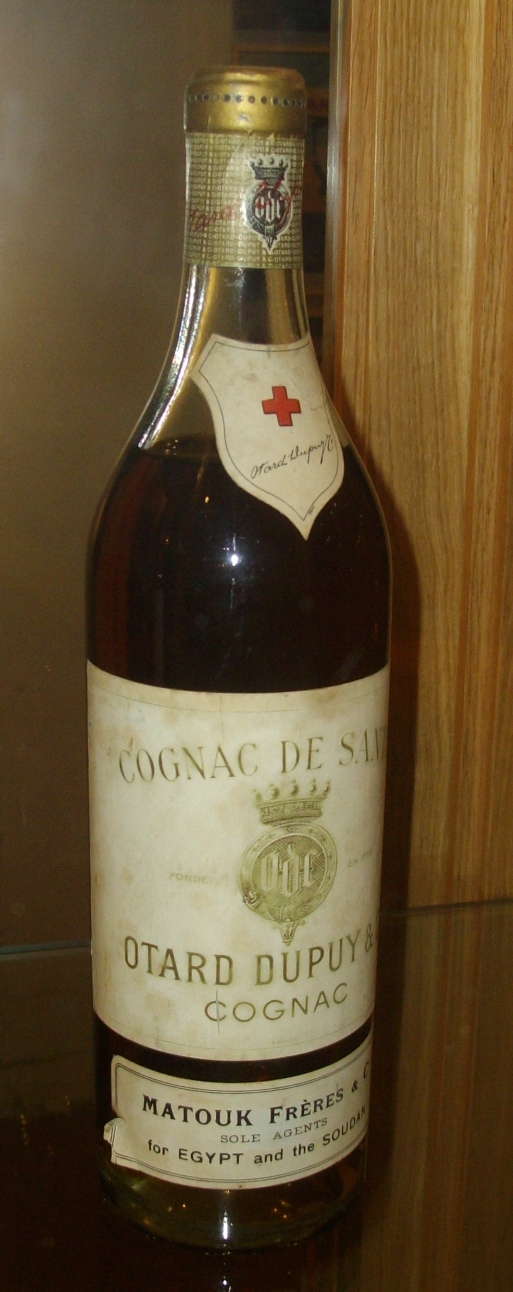
Cognac Santé

Brandy je anglický název pro vinnou pálenku či vínovici, destilát z vína s obsahem alkoholu 35–60 %. Název pochází z nizozemského brandewijn nebo německého Branntwein, což znamená doslova pálené víno. Nejznámější brandy pocházejí z Francie (oblasti Cognac a Armagnac v jihozápadní Francii), ale brandy se vyrábí i v jiných vinařských oblastech, zejména ve Španělsku, v Itálii, v Řecku nebo v Gruzii. Kvalitní brandy se vyrábí z vybraných odrůd vinné révy, nejméně pár týdnů kvasí, pak se postupně destiluje a nechává dozrát i několik let v dubových sudech po sherry, kde teprve dostává typickou barvu. Naopak do portského vína, do sherry a „šaleru“ se brandy přidává, původně proto, aby víno při dlouhém transportu nezačalo kvasit.

## Nejznámější značky
Francouzské
- Courvoisier
- Hennessy
- Martell
- Napoléon
- Rémy Martin

Řecké
- Metaxa

Španělské
- González
- Cardenal Mendoza

Portugalské
- Osborne
- Sandeman
- Macieira

Albánské
- Skënderbeu

Arménské
- Ararat

Gruzínské
- Gruzignac (Gruziňák)

Moldavské
- Kvint

Bulharské
- Pliska

## Označení brandy
Brandy mají označení, které hovoří o délce zrání výsledného produktu.
- AC Brandy - brandy nejnižší kvality. V sudech zraje zhruba 2 roky.
- VS Brandy - VS znamená "very special". Jsou staré minimálně 3 roky.
- VSOP - "Very Special Old Pale" brandy zrály v sudech minimálně 5 let.
- XO Brandy - Zkratka XO značí "Extra Old" a brandy byly v dubech stařeny minimálně 6 let. Též se označují jako Vieille Reserve nebo Napoleon.
- Hors d'Age - Brandy starší 6 let. Většina z nich však zraje po celá desetiletí a jedná se o nejkvalitnější brandy. [3]